# Canton de Tours-Est
Le canton de Tours-Est est un ancien canton français situé dans le département d'Indre-et-Loire et la région Centre.

## Composition

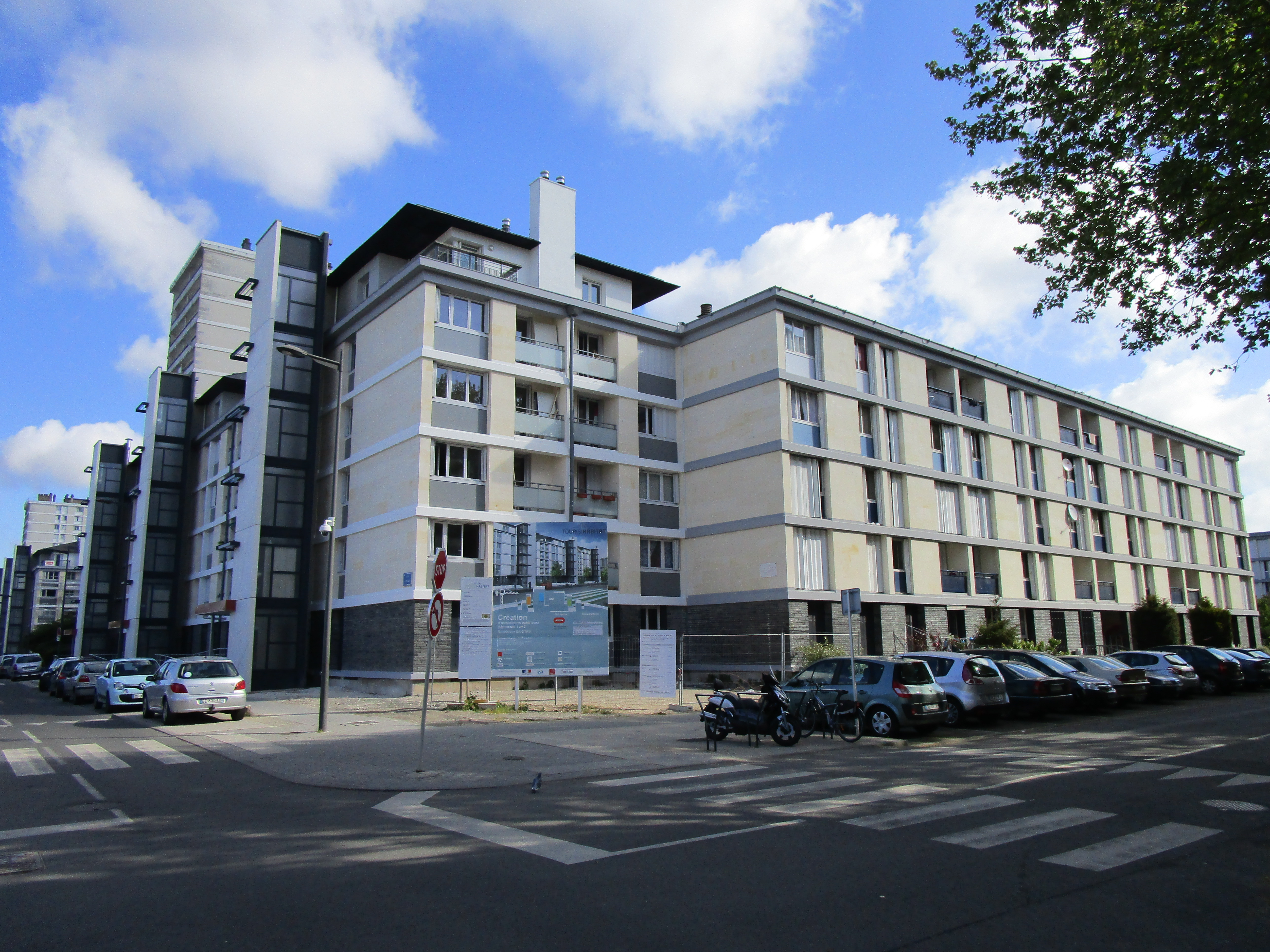
Le quartier du Sanitas était divisé en deux par les cantons. Ici, la partie nord située dans le canton, sur la rue Jacques Marie Rouge.

Lors de sa dissolution en 2015, le canton de Tours-Est se composait de la partie de la ville de Tours délimitée de la façon suivante :
- au nord par le boulevard Heurteloup
- à l'est par la limite communale de Saint-Pierre-des-Corps
- au sud par le boulevard Richard Wagner
- à l'ouest par l'avenue de Grammont, l'avenue du Général de Gaulle, la rue Édouard Vaillant, la place du Général Leclerc

## Histoire
Canton créé par le décret du 4 août 1956 (division du canton de Tours-Sud).
| Période | Période | Identité                   | Étiquette | Qualité |
| ------- | ------- | -------------------------- | --------- | --- |
| 1956    | 1958    | Marcel Longuet (1920-1992) | PCF       | Ouvrier du bâtiment, plâtrier secrétaire de la fédération communiste d’Indre-et-Loire Conseiller municipal de Tours |
| 1958    | 1964    | Alphonse Loury             | SFIO      | Retraité SNCF |
| 1964    | 1973    | Marcel Longuet             | PCF       | |
| 1973    | 1979    | Jacques Goguet             | DVD       | Adjoint au Maire de Tours                                                                                           |
| 1979    | 1985    | Arlette Bosch              | PS        | Enseignante à Tours                                                                                                 |
| 1985    | 1998    | Barbara Romieux            | RPR       | Conseillère municipale de Tours                                                                                     |
| 1998    | 2004    | Arlette Bosch              | PS        | Institutrice Maire-adjointe de Tours                                                                                |
| 2004    | 2011    | Monique Chevet             | PS        | Conseillère municipale de Tours                                                                                     |
| 2011    | 2015    | Christophe Boulanger       | EÉLV      | Cadre SNCF, Tours                                                                                                   |

## Démographie
| 1962 | 1968 | 1975 | 1982 | 1990   | 1999   | 2006   | 2011   | 2012   |
| ---- | ---- | ---- | ---- | ------ | ------ | ------ | ------ | ------ |
| -    | -    | -    | -    | 19 684 | 19 234 | 18 970 | 19 252 | 18 941 |

### Sources
1. ↑  https://www.lanouvellerepublique.fr/actu/arlette-bosch-une-vie-de-femme-engagee
2. ↑  Structure de la population du canton de 1968 à l'année de la dernière population légale connue
3. ↑  Fiches Insee - Populations légales du canton pour les années 2006, 2011, 2012